# TV Paprika
TV Paprika je maďarská kulinářská televizní stanice vysílající v Maďarsku, Česku, Slovensku, Moldávsku a Rumunsku nepřetržitě 24 hodin denně. Pro maďarský, český a slovenský trh byla od roku 2005 do roku 2018 vysílána společná jazyková verze kanálu. Od roku 2018 je TV Paprika vysílána v plně lokalizované verzi pro Česko i Slovensko . V Rumunsku je vysílána vlastní s jiným programovým schématem. Provozovatelem kanálu je společnost AMC Networks International – Central Europe. 
Posláním TV Papriky je popularizace národních kuchyní, prezentaci kultury piva a vína a podpora gastroturistiky v regionu střední Evropy. Vedle vaření v kuchyni představuje kanál ve svých pořadech divákům také malé hospůdky, restaurace a hotely v našem regionu. Polovina pořadů je z vlastní produkce, 15–20 % tvoří pořady vyrobené v České republice a na Slovensku. Mezi nejsledovanější patří pořady s šéfkuchařem Jamiem Oliverem. 
Cílovou skupinu tvoří diváci žijící ve městech ve věku mezi 18 a 49 lety, kteří jsou vnímaví a dokáží ocenit tradice.

## Historie

### 2004–2005
TV Paprika se na obrazovkách poprvé představila maďarským divákům ve dvou jednohodinových blocích denně na filmovém kanálu Filmmúzeum již v září 2004. Ty byly vysílány v 8 a 23 hodin. 
Pravidelné vysílání na samostatné frekvenci, o rozsahu 14 hodin denně, bylo zahájeno 2. listopadu 2004. Vysílání v češtině bylo spuštěno 17. ledna 2005 a již od svého začátku byla stanice dostupná v kabelové síti UPC v České republice a na Slovensku a v satelitní platformě UPC Direct. Vysílací čas v roce 2005 byl od 8 do 22 hodin. Cílem provozovatele bylo dosažení 1% sledovanosti. 
Expanzí TV Papriky do Česka a Slovenska vzrostl počet domácností, které mohly sledovat tento kanál, na 800 000 v Maďarsku a 400 000 v České republice a na Slovensku. 
V úterý 15. března 2005 byla stanice přidána také do nabídky KOMPLET kabelového operátora Karneval Media, kde po 23 hodině sdílel frekvenci s erotickým televizním kanálem Private Blue .
Dne 5. prosince 2005 TV Paprika rozšířila vysílací čas, kdy vysílala od 8 do 24 hodin. Zbývající čas byl vyplněn upoutávkami. 

### 2006–2010
Provozovatel kanálu Filmmúzeum plánoval pro rok 2006 spuštění rumunské a rakouské verze kanálu a v roce 2007 měl kanál vstoupit i na polský trh. 
TV Paprika se zúčastnila Mezinárodního festivalu televizní a rozhlasové tvorby s gastro tematikou konaném od 3. do 8. září 2006 ve Znojmě, kde získala čestné uznání za pořad vlastní tvorby Chuti monarchie. Porotci vybírali z celkem 152 televizních pořadů ze 14 zemí. Vedle oceněného pořadu Chuti monarchie TV Paprika soutěžila také se seriálem Rybářská latina. 
V roce 2007 společnost Chellomedia prostřednictvím společnosti Minimax Media (od roku 2008 Chello Central Europe) odkoupila od provozovatele Filmmúzeum televizní kanály TV Paprika, TV Deko a Filmmúzeum a stává se jejích novým provozovatelem .
Dne 1. února 2008 byl kanál dostupný i u IPTV operátora O2 TV v nabídce O2 TV Styl Plus a v nabídkách satelitního operátora Digi TV, čímž vzrostl počet domácností odebírající maďarsko-českou verzi kanálu TV Paprika na 2,9 milionů (z toho 1,7 milionů připadalo na Maďarsko).

Od čtvrtku 24. dubna 2008 mění provozovatel programovou strukturu stanice. Doposud vysílal v dopoledních hodinách reprízy pořadů vysílaných v předešlém odpoledni, nyní začal pořady reprízovat rozptýleně. Délka premiérových pořadů klesla ze 7 na 6 hodin. Obdobně na tom byla i délka reprízovaných pořadů. Ta později klesla na 5 hodin kvůli teleshoppingovému vysílání. 
V říjnu 2008 bylo zahájeno vysílání stanice TV Paprika România pro rumunský a moldavský trh. Většina pořadů byla opatřena rumunským voiceover dabingem, ostatní byly titulkovány. 
Od 1. prosince 2009 prodloužila TV Paprika vysílání o 2 hodiny. Vysílání zahajovala již v 7 hodin, kdy byl vysílán dvouhodinový blok teleshoppingu, a končila dvě hodiny po půlnoci. 

### 2011–2015
V pondělí 21. února 2011 TV Paprika odvysílala premiéru vlastního patnáctidílného dětského kulinářského pořadu Minikuchtíci (v originálu Minichef), ve kterém vystupovala dvojice malých kuchařů. Cílem bylo naučit děti vařit jednoduché pokrmy z místních surovin, jako vanilkové šodó, jahodová zmrzlina, avokádová želva, sladký kuskus, sedvič s mozzarelou a rukolou a další, bez pomocí dospělých. O týden později byla odvysílána premiéra také na sesterském dětském kanálu Minimax. 
V dubnu 2011 byl kanál zařazen do nabídky TV Standard operátora T-Mobile. Od 1. května 2011 se kanál objevil v nabídkách Multi HD, Kombi a Komplet satelitního operátora Skylink. Během roku začal rumunský satelitní operátor Dolce šířit rumunskou verzi TV Papriky. 
V Rumunsku 5. července 2011 bylo ve spolupráci s Corporate Media Publishing vydáno první číslo stejnojmenného časopisu .
Dne 3. října 2011 v 11 a 13:55 hodin byla poprvé odvysílána premiéra české verze osmdesátidílného pořadu Mlýnek na recepty s českými a slovenskými celebritami. Pořadem provázel Laci Hornáček, expertkou na dezerty byla cukrářka Iveta Fabešová. Vystoupili zde zpěvák Martin Chodúr, herečky Petra Hřebčíková a Viktória Ráková, tanečník Denny Ratajský, umělec Thomas Puskailer a další. Pořad se věnoval jednomu tradičnímu receptu na předkrm, polévku, salát, hlavní chod a dezert. 
Maďarská satelitní platforma Hello HD přidala 1. dubna 2012 do své nabídky kanál TV Paprika. Během roku se rumunská verze kanálu objevila také v satelitních platformách Focus Sat a Digi TV Romania. TV Paprika je tak k dispozici již v 5,8 milionech domácností v Evropě. 
Dne 2. října 2012 odvysílala TV Paprika premiéru druhé řady česko-slovenské verze pořadu Mlýnek na recepty s hosty Vicou Kerekes, Petrou Hřebčíkovou, moderátorkou Adrianou Polákovou, herci Mariánem Labudou ml. a Markem Majeským, a tanečníkem Dennym Ratajským. Pořad nabídl recepty například na jehněčí kolínko s hříbkovými brambory, ořechovou buchtu s drobenkou a další. 
České a slovenské osobnosti se znovu představili na TV Paprice v premiéře pořadu Slavní v maléru, odvysílaného 21. ledna 2013, kde soutěžili za dohledu odborné poroty o mistrovský titul. Pořadem provázel Laco Hornáček. Úkolem bylo připravit zadaný pokrm lépe, než protivník.

Holandská společnost Liberty Global v únoru 2014 dokončila prodej aktiv společnosti Chellomedia, kterou za 750 milionů euro odkoupila americká společnost AMC Networks. Společnost Liberty Global si ponechala pouze holandské verze kanálů Sport 1 a Film 1. K přejmenování společnosti Chellomedia na AMC Networks International došlo 8. července 2014. Novým provozovatelem kanálu TV Paprika se stala společnost AMC Networks International – Central Europe. 
Dne 3. března 2014 přešla TV Paprika na vysílání v širokoúhlém formátu 16 : 9. Provozovatel měl zároveň v plánu spuštění verze ve vysokém rozlišení (HD), konkrétní termín však neuvedl. 
V roce 2014 byla TV Paprika zařazena do nabídky Štandard satelitního operátora Nová Digi TV Slovakia. 
Provozovatel stanice spustil aplikaci pro mobilní telefony iPhone s názvem TV Paprika obsahující ověřené recepty šéfkuchařů. Aplikace byla dostupná v češtině, maďarštině a rumunštině. Uživatelé této aplikace mají možnost hodnocení těchto receptů.

Televizní kanál TV Paprika je od roku 2015 dostupný také v nabídce Magio GO Premium slovenské mobilního televize Magio GO .
V roce 2015 byl vyhlášen casting na desetidílný pořad Recepty pro radost od našich babiček. Natáčení probíhalo v České republice a na Slovensku. 
Dne 11. listopadu 2015 zahájila rumunská verze kanálu TV Paprika nepřetržité vysílání. Středoevropská verze kanálu začala vysílat nepřetržitě již dříve. 

## TV pořady
- Absolute Chef
- Ahoj! Rybářská latina
- Babiččino cukroví
- Catherin Fulviová a prázdniny v Římě
- Catherine a její italské recepty
- Catherinina domácí kuchyně
- Faktický odborník
- Farma pro mě
- Francie podle Luka Nguyena
- Gastro agent Jan Rosák
- Gastrofanatici: Skandinávie
- Gastrofanatici: v Pobaltí
- Gizzi Erskinová a korejská kuchyně
- Gok a čínská kuchyně
- Gordon Ramsay: Kulináři tělem i duší
- Gordon Ramsay: V rodinném kruhu
- Gordon za mřížemi
- Gordonova vánoční tabule
- Gordonovo vaření pro radost
- Grilované pochoutky
- Heston Blumental: to nejlepší z britské kuchyně
- Heston Blumenthal: Mission Impossible
- Hestonova kuchyně pro astronauty
- Hestonova škola vaření
- Hodný kuchař, zlý kuchař
- Hostiny génia Hestona
- Hrozně moc hroznů
- I Gordon Ramsay se nechá poučit
- Italská kuchyně podle Antonia Passarelliho
- Italská města, italské chutě
- James Martin v Bretani
- James Martin ve Středomoří
- James Martin: doma v kuchyni
- James Martin: Létající kuchař
- Jamie dělá ještě rychlejší minutky
- Jamie dělá minutky
- Jamie ukáže, co umí
- Jamie vaří doma
- Jamieho a Jimmyho Gastronomický bojový klub
- Jamieho Amerika
- Jamieho boží Vánoce
- Jamieho letní vaření
- Jamieho ohromná Británie
- Jamieho ohromný festival
- Jamieho revoluce ve stravování
- Jamieho slavnostní pokrmy
- Jamieho speciality
- Jamieho škola snů
- Jedlá zahrada
- Jednohubky
- Jídlo jako umělecké dílo
- Jimmova továrna na jídlo
- Jíst a být sexy
- Lorraine Pascale: Pečeme snadno a rychle
- Lorraine Pascale: Vaříme doma snadno a rychle
- Lorraine Pascalová: Jak se stát lepší kuchařkou
- Luke Nguyen: Asijské pouliční občerstvení
- Majstrštyky hvězdných šéfkuchařů
- Matyášova pivnice
- Mléčná dráha
- Mlýnek na recepty
- Recepty pro radost
- Rybářská latina
- Zámek v Karpatech

## Dostupnost

### Satelitní vysílání
| Družice              | Frekvence (GHz), SR, FEC | Platforma      | Kódování                                    | Vysílací čas (SEČ) | Poznámka                        |
| -------------------- | ------------------------ | -------------- | ------------------------------------------- | ------------------ | ------------------------------- |
| Hellas Sat 2 (39°E)  | 12.606/V, 30000, 7/8     | Telekom TV     | Videoguard                                  | 24 hodin           | Dostupný v rumunštině           |
| Astra 3B (23.5°E)    | 11.798/H, 29500, 3/4     | Skylink        | Cryptoworks, Irdeto 2, Viaccess 5.0         | 24 hodin           | Dostupný v češtině a maďarštině |
| Eutelsat 16A (16°E)  | 11.094/V, 27500, 4/5     | Antik Sat      | Conax                                       | 24 hodin           | Dostupný v češtině a maďarštině |
| Thor 6 (0.8°W)       | 11.727/V, 28000, 7/8     | UPC Direct     | Conax, Cryptoworks, Irdeto 2, Nagravision 3 | 24 hodin           | Dostupný v maďarštině a češtině |
| Intelsat 10-02 (1°W) | 12.527/H, 27500, 3/4     | Digi           | Conax, Nagravision 3                        | 24 hodin           | Dostupný v maďarštině a češtině |
| Amos 3 (4°W)         | 10.722/V, 30000, 2/3     | T-Home         | Conax                                       | 24 hodin           | Dostupný v maďarštině a češtině |
| Astra 5B (31.5°E)    | 12.324/V, 30000, 3/4     | Orange România | Viaccess 5.0                                | 24 hodin           | Dostupný v rumunštině           |
| Thor 6 (0.8°W)       | 11.747/H, 28000, 5/6     | Focus Sat      | Conax                                       | 24 hodin           | Dostupný v rumunštině           |
| Intelsat 10-02 (1°W) | 12.563/V, 27500, 3/4     | Digi           | Nagravision 3                               | 24 hodin           | Dostupný v rumunštině           |

### Kabelová televize
Níže je uveden seznam kabelových sítí, ve kterých je nabízen program TV Paprika 
.

#### Česká republika
- BMB-Green – základní nabídka
- Corsat – STANDART, Thematic HD MIX, Thematic HD PLUS
- INFOS Art – TV 115
- JAW.cz – Komplet TV (balíček Dokumenty)
- KABEL servis – DM střední, DXM premium, DL velká, DXL extra
- KTK – Rozšířená nabídka, Thematic HD mix, Thematic HD plus
- Nej.cz – NEJ KOMFORT, NEJ VÝBĚR, NEJ KOMPLET
- SATT – Rodina, Komplet
- TKR Jašek – Rozšířený balíček, Rozšířený PLUS
- UPC – Komfort+, Komplet+, kanál 93

#### Slovensko
- Digi Slovakia

### IPTV
Níže je uveden seznam IPTV operátorů, ve kterých je nabízen program TV Paprika .

#### Česká republika
- SMART Comp
- Telly CE
- ZAPNI.TV
- T-Mobile TV

## Mezinárodní verze
- TV Paprika
- TV Paprika România